# Iridoideae
Iridoideae  é uma das 4 subfamília em que se subdivide a família Iridaceae.

## Descrição
As espécies que constituem esta subfamília apresentam tépalas separadas, flores com simetria radial, estilos petaloides e rizomas (raramente bolbos).
É uma subfamília especializada tanto em aspectos florais como fitoquímicos, com distribuição global ainda que predominantemente no Hemisfério Sul.
É a única subfamília das iridáceas com representantes na América do Sul. 

## Tribos e géneros
Boa parte dos géneros tradicionalmente reconhecidos (Bernardiella, Galaxia, Gynandiris, Hexaglottis, Homeria,  Sessilstigma e Roggeveldia) foram incluidos no género africano Moraea. Por outro lado, os géneros americanos das Iridaceae (Salpingostylis, Cardiostigma e Itysa) foram incluídos dentro do género Calydorea.
Apesar disso, estudos moleculares e filogenéticos permitiram incluir os géneros monotípicos de origem asiático Belamcanda e Pardanthopsis em Iris.
As iridóideas constam de cinco tribos  com os seguintes géneros:
- Tribo Diplarreneae
  - Géneros: Diplarrena Labill.
- Tribo Irideae
  - Géneros: Dietes - Ferraria - Hermodactylus - Iris - Moraea
- Tribo Trimezieae
  - Géneros:  Neomarica - Pseudotrimezia - Trimezia
- Tribo Sisyrinchieae
  - Géneros: Libertia - Olsynium - Orthrosanthus - Sisyrinchium - Solenomelus - Tapeinia
- Tribo Tigridieae
  - Géneros: Ainea - Alophia - Calydorea - Cardenanthus - Cipura - Cobana - Cypella - Eleutherine - Ennealophus - Fosteria - Gelasine - Herbertia - Kelissa - Lethia - Mastigostyla - Nemastylis - Onira - Sessilanthera - Tigridia